# Тшебчик
Тшебчик (пол. Trzebczyk) — село в Польщі, у гміні Києво-Крулевське Хелмінського повіту Куявсько-Поморського воєводства.
Населення — 73 особи (2011).
У 1975-1998 роках село належало до Торунського воєводства.

## Демографія
Демографічна структура станом на 31 березня 2011 року:
|          | Загалом | Допрацездатний вік | Працездатний вік | Постпрацездатний вік |
| -------- | ------- | ------------------ | ---------------- | -------------------- |
| Чоловіки | 33      | 10                 | 20               | 3                    |
| Жінки    | 40      | 8                  | 22               | 10                   |
| Разом    | 73      | 18                 | 42               | 13                   |